# Биномиальная избирательная система

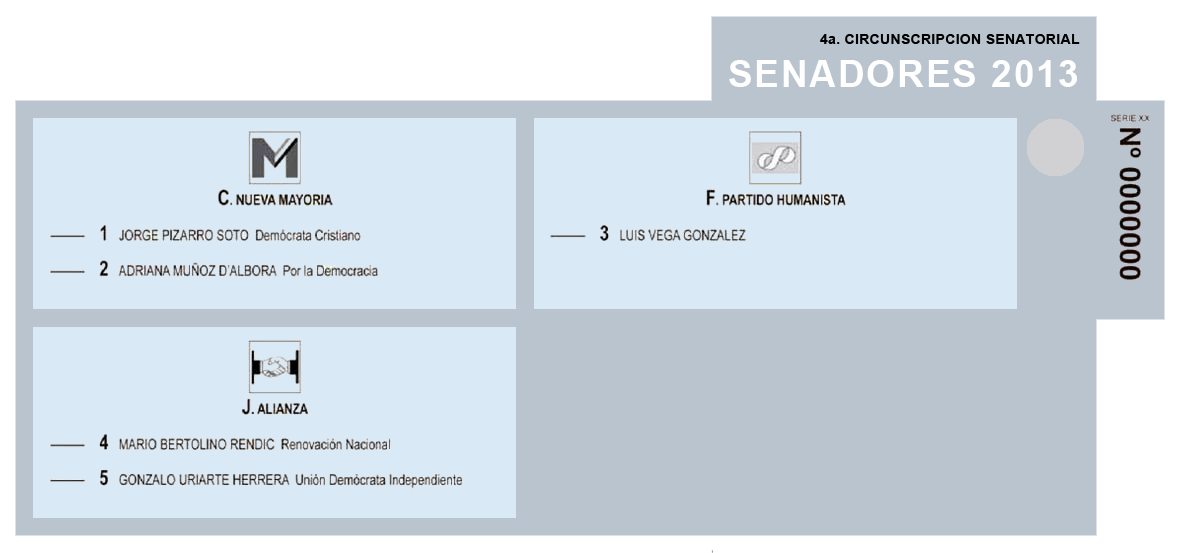
Избирательный бюллетень для выборов в Сенат Чили по биномиальной системе на парламентских выборах 2013 года.

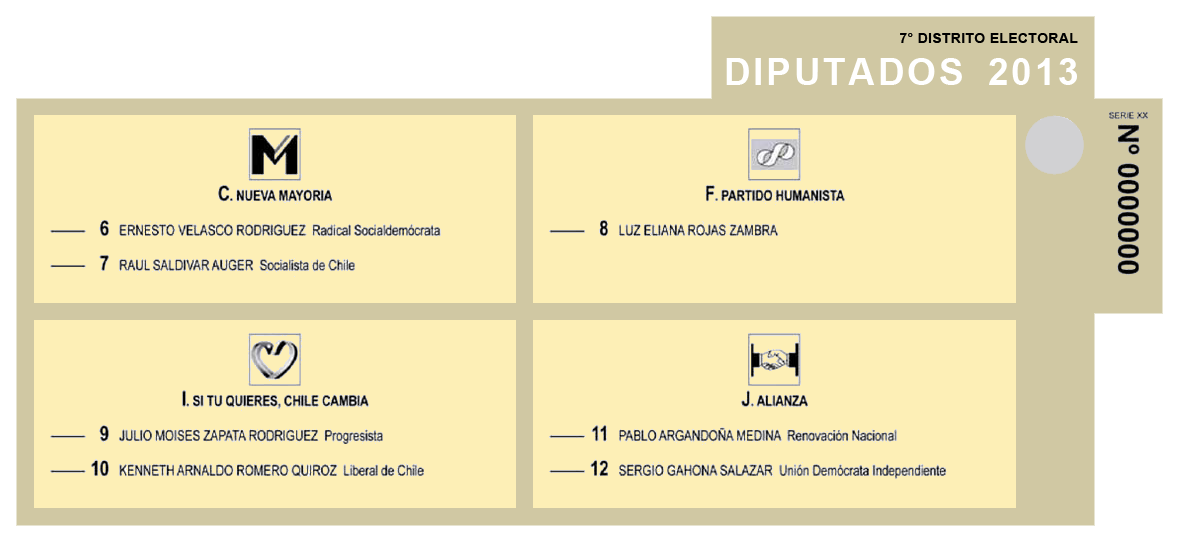
Избирательный бюллетень для выборов в Палату депутатов Чили по биномиальной системе на парламентских выборах 2013 года.

Биномиа́льная избира́тельная систе́ма ― вид пропорциональной избирательной системы, используемый при многомандатных округах с открытыми списками кандидатов. Для подсчёта итогов применяется метод Д'Ондта. Применялась в Польской Народной республике после ввода военного режима генерала Ярузельского и до парламентских выборов 1991 года, а также в Чили во время военной диктатуры генерала Пиночета и до реформы 2013 года.

## История
Биномиальная избирательная система впервые была введена Законом № 18 799 от 26 мая 1989 года, подписанным главой чилийской военной хунты генералом Аугусто Пиночетом Угарте и министром внутренних дел Чили Карлосом Касересом Контрерасом. Этим законом вносились изменения в Конституционный органический закон о всенародном голосовании и контроле от 6 мая 1988 года, который был издан в ходе переходного процесса к демократическому правлению в рамках подготовки к референдуму и парламентским выборам.

## Метод подсчёта
Партии и независимые кандидаты должны сформировать списки кандидатов (чаще всего это делалось посредством формирования коалиции из нескольких партий или избирательного блока). Каждый список должен предоставить до двух кандидатов на каждый избирательный округ.
Избиратели голосуют за кандидатов, но их голоса отходят списку в целом. Для того, чтобы все 2 места получили кандидаты одного списка, за него должно проголосовать, по крайней мере, в 2 раза больше избирателей, чем за список, занимающий второе место. В ином случае список, занявший первое место, получит лишь один мандат, а другой перейдёт к списку, занявшему второе место. В таком случае, от каждого списка место займёт тот кандидат, что набрал наибольшее количество голосов.
Таким образом, первое и второе места получают равное представительство, если первое место не получило в 2 раза больше голосов, чем второе. Третье место и ниже не будет представлено никак.

### Примеры
|             | Вариант 1 | Вариант 2 | Вариант 3 | Вариант 4 |
| Список 1    | 40 %      | 50 %      | 60 %      | 39 %      |
| Кандидат 1A | 30 % ()   | 30 % ()   | 50 % ()   | 20 % ()   |
| Кандидат 1B | 10 %      | 20 %      | 10 % ()   | 19 %      |
| Список 2    | 40 %      | 30 %      | 30 %      | 33 %      |
| Кандидат 2A | 22 % ()   | 18 % ()   | 18 %      | 18 % ()   |
| Кандидат 2B | 18 %      | 12 %      | 12 %      | 15 %      |
| Список 3    | 20 %      | 20 %      | 10 %      | 28 %      |
| Кандидат 3A | 11 %      | 11 %      | 6 %       | 26 %      |
| Кандидат 3B | 9 %       | 9 %       | 4 %       | 2 %       |

- Чаще всего встречались случаи, аналогичные варианту 2 в таблице. Список блока 1 получил больше голосов, чем список блока 2, но победителями становятся по одному кандидату от каждого блока (1А и 2А), так как количество отданных за список блока 1 голосов не смогло на 50% превысить количество голосов, отданных за список блока 2. При этом игнорируется тот факт, что кандидат 1В получил больше голосов, чем 2А.
- То же самое будет и при одинаковом количестве голосов (вариант 1). Таким образом, распределение голосов не играет роли, если соотношение голосов за блок 1 и блок 2 (или наоборот) будет меньше 2:1.
- В этом случае (вариант 3), будут избраны оба кандидата от блока 1 (1А и 1В), а блоку 2 мандатов не достанется вообще. При этом не имеет значения, сколько голосов набрал сам кандидат 1В. В приведённом примере, он занимает четвёртое место, но проходит в избираемый орган власти вперёд кандидатов 2А и 2В.
- В варианте 4 кандидат 3А получил большинство голосов, но он не сможет пройти в парламент, так как при биномиальной системе учитывается только результат списка блока в целом, а не его кандидатов по-отдельности. Так как кандидат 3В получил лишь 2 % голосов и «тянет» весь список вниз, совокупный результат блока 3 будет меньше, чем у блока 2, что лишает его возможности получить хотя бы один мандат.

Как видно, в вариантах 2―4 формируется непропорциональное представительство.
Также биноминальная система способствует формированию двухпартийной политической системы (как это было в ПНР в период между выборами 1989 и 1991 годов) или системы с двумя ведущими альянсами (как это было в постпиночетовском Чили, где до парламентских выборов 2017 года страной де-факто управляли коалиции «Согласие партий за демократию»/«Новое большинство» и «Ла Альянса»/«Чили, вперёд!»).

### Практика
|                  | Коалиция партий за демократию (PDC, PS, PPD, PRSD) | Коалиция партий за демократию (PDC, PS, PPD, PRSD) | «Ла Альянса» (UDI, RN) | «Ла Альянса» (UDI, RN) | «Вместе мы можем больше» (PC, PH, IC) | «Вместе мы можем больше» (PC, PH, IC) | «Независимая региональная сила» (PAR, ANI) | «Независимая региональная сила» (PAR, ANI) |
| Биномиальная     | 65                                                 | 54,2 %                                             | 54                     | 45,0 %                 | 0                                     | 0,0 %                                 | 1                                          | 0,83 %                                     |
| Мажоритарная     | 69                                                 | 57,5 %                                             | 50                     | 41,6 %                 | 0                                     | 0,0 %                                 | 1                                          | 0,83 %                                     |
| Пропорциональная | 62                                                 | 51,6 %                                             | 46                     | 38,3 %                 | 9                                     | 7,5 %                                 | 1                                          | 0,83 %                                     |

## Преимущества и недостатки

### Преимущества
Биноминальная избирательная система способствует стабилизации политической обстановки в стране, делая почти невозможным единоличное принятие решений одной партией. Ещё её сторонники утверждают, что она формирует у политических сил способность находить консенсус путём переговоров. Также, они считают преимуществом прохождение кандидатов, получивших меньшинство голосов.

### Недостатки
Главным недостатком считается то, что кандидат, набравший большинство голосов, может не пройти в избираемый орган власти. Это хорошо демонстрирует пример с выборами 2005 года в Чили: партия Alianza получила около 38 % голосов, но заняла 45 % мест. При этом, система исключает мелкие партии и силы из результатов.

## Использование
Биномиальная избирательная система впервые была применена на парламентских выборах в Чили в период нахождения у власти Пиночета.
Эта система также применялась в Польше в 1980-х годах в рамках режима Войцеха Ярузельского, где она и была придумана, в целях политической стабилизации, сохраняя превосходство Польской объединённой рабочей партии над набирающим силу оппозиционным движением.

## Казусы
Применение биномиальной системы в Чили неоднократно приводило к ситуациям, когда кандидат, получивший большинство голосов избирателей в своём округе, не получал мандат по причине недостаточного (или, напротив, отсутствующего) перевеса голосов за блок в целом.
Выборы в Сенат Чили (1989) по VII избирательному округу (область Сантьяго).
| Кандидат                    | Коалиция, поддерживающая кандидата      | Партия | Голосов | %     | Результат |
| --------------------------- | --------------------------------------- | ------ | ------- | ----- | --------- |
| Андрес Сальдивар Ларраин    | Коалиция партий за демократию (61,89 %) | PDC    | 408 227 | 31.27 | Избран    |
| Рикардо Лагос Эскобар       | Коалиция партий за демократию (61,89 %) | PPD    | 399 721 | 30,62 |           |
| Хайме Гусман Эрразурис      | «Демократия и прогресс» (32,50 %)       | UDI    | 224 396 | 17,19 | Избран    |
| Мигель Отеро Латроп         | «Демократия и прогресс» (32,50 %)       | RN     | 199 856 | 15,31 |           |
| Серхио Сантандер Сепульведа | Либерал-социалисты Чили (5,61 %)        | Инд.   | 59 834  | 4,58  |           |
| Родриго Миранда             | Либерал-социалисты Чили (5,61 %)        | Инд.   | 13 435  | 1,03  |           |

На парламентских выборах 1989 года, первых после начала перехода Чили к демократическому правлению, в VII избирательном округе (в который входила столица страны Сантьяго и в котором проживало больше всего избирателей) левоцентристская Коалиция партий за демократию выдвинула в Сенат список из Андреса Сальдивара (ХДП) и Рикардо Лагоса (Партия за демократию), а правоцентристский альянс «Демократия и прогресс» — список из Хайме Гусмана (Независимый демократический союз) и Мигеля Отеро («Национальное обновление»).
Результаты голосования показали уверенное преимущество кандидатов от «Концентрасьона» (408 227 голосов (31,27 %) за Сальдивара и 399 721 голосов (30,62 %) за Лагоса) над своими противниками (224 396 голосов (17,19 %) за Гусмана и 199 856 (15,31 %) за Отеро). Однако в целом список «Концентрасьона» не смог получить в два раза больше голосов, чем список «Ла Альянсы» (61,89 % против 32,50 %), поэтому второй мандат сенатора достался не Лагосу, а получившему почти в два раза меньше голосов Гусману. Более того, после убийства Гусмана в 1991 году бойцами ПФМР, согласно действовавшей в то время (и после отменённой) норме чилийского законодательства, его мандат перешёл получившему ещё меньше голосов Отеро, который занимал пост сенатора в течение ещё 7 лет.
Выборы в Палату депутатов Чили (1997) по 16-му избирательному округу (Серро-Навия, Кинта-Нормаль, Ло-Прадо), Столичная область.
| Кандидат                    | Коалиция, поддерживающая кандидата      | Партия | Голосов | %     | Результат |
| --------------------------- | --------------------------------------- | ------ | ------- | ----- | --------- |
| Гвидо Жерарди Лавин         | Коалиция партий за демократию (72,23 %) | PPD    | 115 791 | 65,92 | Избран    |
| Карлос Оливарес Сепеда      | Коалиция партий за демократию (72,23 %) | PDC    | 11 080  | 6,31  | Избран    |
| Патрисия Мальдонадо Аравена | «Альянс за Чили» (16,57 %)              | UDI    | 20 076  | 11,43 |           |
| Кристиан Ньето Гомес        | «Альянс за Чили» (16,57 %)              | RN     | 9 037   | 5,14  |           |
| Эрнан Лечуга Фариас         | «Левые» (8,78 %)                        | PC     | 15 432  | 8,78  |           |
| Сусана Кордова Родригес     | «Гуманисты» (2,42 %)                    | PH     | 2 706   | 1,54  |           |
| Луис Фелипе Гарсия Мерино   | «Гуманисты» (2,42 %)                    | PH     | 1 543   | 0,88  |           |

На парламентских выборах 1997 года, в 16-м избирательном округе правящая Коалиция партий за демократию выдвинула в Палату депутатов список из Гвидо Жерарди (Партия за демократию) и Карлоса Оливареса (ХДП), оппозиционный «Альянс за Чили» — список из Патрисии Мальдонадо (Независимый демократический союз) и Кристиана Ньето («Национальное обновление»). Также по этому округу альянсом La Izquierda был выдвинут член Коммунистической партии Чили Эрнан Лечуга.
По итогам голосования, Оливарес получил почти в два раза меньше голосов, чем Мальдонадо (11 080 (6,31 %) против 20 076 (11,43 %) ), а также уступил Лечуге (получившему 15 432 голосов (8,78 %) ). Однако за счёт Жерарди, получившего 115 791 голосов избирателей (65,92 %, т.е. больше всех остальных кандидатов вместе взятых), список «Концентрасьона» уверенно обошёл списки и «Ла Альянсы», и «Левых» (72,23 % против 16,57 % и 8,78 % соответствено), в результате чего оба депутатских мандата достались его представителям.
Выборы в Палату депутатов Чили (2013) по 30-му избирательному округу (Буин, Калера-де-Танго, Пайне, Сан-Бернардо), Столичная область.
| Кандидат                  | Коалиция, поддерживающая кандидата             | Партия | Голосов | %     | Результат |
| ------------------------- | ---------------------------------------------- | ------ | ------- | ----- | --------- |
| Леонардо Сото Феррада     | «Новое большинство» (34,53 %)                  | PS     | 36 393  | 25,80 | Избран    |
| Давид Моралес Нордетти    | «Новое большинство» (34,53 %)                  | PDC    | 13 703  | 9,44  |           |
| Хайме Беллолио Авана      | «Ла Альянса» (30,45 %)                         | UDI    | 32 096  | 22,12 | Избран    |
| Карлос Крус-Коке Карвалло | «Ла Альянса» (30,45 %)                         | RN     | 12 085  | 8,33  |           |
| Марисела Сантибанес Новоа | «Если ты это хочешь, Чили изменится» (27,99 %) | PRO    | 38 809  | 26,75 |           |
| Николас Энрикес Суазо     | «Если ты это хочешь, Чили изменится» (27,99 %) | PRO    | 1 808   | 1,24  |           |
| Карлос Мансилья Ортис     | «Новая Конституция для Чили» (4,07 %)          | ECOV   | 3 219   | 2,21  |           |
| Феликс Маринао Флорес     | «Новая Конституция для Чили» (4,07 %)          | IGUAL  | 2 686   | 1,85  |           |
| Генри Рутконски Фигероа   | Список Гуманистической партии (2,94 %)         | PH     | 2 137   | 1,47  |           |
| Игнасио Сегель Роблес     | Список Гуманистической партии (2,94 %)         | PH     | 2 134   | 1,47  |           |

На парламентских выборах 2013 года в 30-м избирательном округе за депутатские мандаты боролись 4 коалиции (правящий правоцентристский блок «Ла Альянса», оппозиционная левоцентристская широкая коалиция «Новое большинство», либеральный блок «Если ты это хочешь, Чили изменится» и блок зелёных партий «Новая Конституция для Чили»), а также список Гуманистической партии. От первого были выдвинуты Хайме Беллолио (Независимый демократический союз) и Карлос Крус-Коке («Национальное обновление»), от второго — Леонардо Сото (СПЧ) и Давид Моралес (ХДП), от третьего — Марисела Сантибанес и Николас Энрикес (оба от Прогрессивной партии), от четвёртого — Карлос Мансилья (Экологическая зелёная партия) и Феликс Маринао (Партия равенства), от пятого — Генри Рутконски и Игнасио Сегель.
Согласно результатам голосования, больше всего голосов избирателей получила Сантибанес (38 809, 26,75 %), немного опередив Сото (36 393, 25,80 %) и Беллолио (32 096, 22,12 %). Однако в целом коалиция «Если ты это хочешь, Чили изменится» незначительно уступила «Ла Альянсе» (27,99 % против 30,45 %), в результате чего последняя заняла второе место после «Нового большинства» (34,53 %) и мандаты были распределены между ними (в Палату депутатов прошли Сото и Беллолио).

## Обход
Хотя биномиальная избирательная система препятствует прохождению малых партий и независимых кандидатов в органы власти, известны два успешных случая её обхода на парламентских выборах 2005 года в Чили:
- Кандидат от Партии регионального действия[исп.] Марта Исаси[исп.] смогла пройти в Палату депутатов по 2-му избирательному округу, так как список коалиции «Независимая региональная сила[исп.]», в который входила её партия, получил больше голосов (24 350 против 22 949), чем список «Ла Альянсы».
- Независимый кандидат Карлос Бьянки[исп.], баллотировавшийся в Сенат по 19-му избирательному округу, смог получить больше голосов (18 275), чем оба кандидата от «Ла Альянсы» (12 251) и второй кандидат от «Концентрасьона» (11 831), что не дало левоцентристской коалиции большинства в 50% от второго места и позволило ему взять мандат. На парламентских выборах 2013 года он сможет аналогично повторить свой успех, также в одиночку обойдя список «Ла Альянсы» (16 311 против 14 110) и второго кандидата от «Нового большинства» (5 364).